# Mielinek
Mielinek – wieś w Polsce położona w województwie kujawsko-pomorskim, w powiecie włocławskim, w gminie Chodecz.
| SIMC    | Nazwa     | Rodzaj    |
| ------- | --------- | --------- |
| 1033616 | Dziedzic  | część wsi |
| 0860903 | Karczemka | część wsi |

W latach 1975–1998 miejscowość administracyjnie należała do województwa włocławskiego. Według Narodowego Spisu Powszechnego (III 2011 r.) liczyła 48 mieszkańców. Jest 25. co do wielkości miejscowością gminy Chodecz.